# Gonzalagunia cuatrecasasii
Gonzalagunia cuatrecasasii är en måreväxtart som beskrevs av Paul Carpenter Standley och Julian Alfred Steyermark. Gonzalagunia cuatrecasasii ingår i släktet Gonzalagunia och familjen måreväxter.
Artens utbredningsområde är Colombia. Inga underarter finns listade i Catalogue of Life.